# Gorszewice
Gorszewice – wieś w Polsce położona w województwie wielkopolskim, w powiecie szamotulskim, w gminie Kaźmierz.

## Historia
Miejscowość pierwotnie związana była z Wielkopolską i ma metrykę średniowieczną. Istnieje co najmniej od początku XIV wieku. Po raz pierwszy odnotowana została w języku łacińskim dokumencie z 1394 pod nazwą "Gorzszevicze, Gorziszevicze", 1397 "Gorziczevicz", 1399 "Gorziszevicz, Gorzeszevicz, Jarszevice, Gorziszevice", 1401 Goriszewice, 1412 Goryszewicze", 1414 "Goriszicze", 1415 "Gorzicze", 1417 "Gorzyseuicze", 1418 "Borziszewicze, Gorzyschewicze", 1423 "Gorzyschowycze", 1427 "Gorzysewicz", 1526 "Boryszewice", 1563 "Gorszewicze", 1580 "Gorzewice".
Wieś istniała jednak już wcześniej niż odnotowały to zachowane zapisy historyczne. W pobliżu wsi znajdowało się jedno z najwcześniej odkrytych cmentarzysk prahistorycznych. Już w 1873 roku odkopano tu szereg grobów wydobywając z nich wiele przedmiotów zabytkowych. Cmentarz powstał w początkowej fazie epoki żelaza w tzw. okresie halsztackim. Według jednej z hipotez istniała tu w tym czasie bogata faktoria handlowa. Jednak wiedza o tym miejscu jest niewielka. Ówcześni poszukiwacze starożytności nie prowadzili właściwych badań, w dodatku część znalezisk została rozproszona po prywatnych zbiorach, a część zaginęła po II wojnie światowej. Przy wąwozie, który jest przedłużeniem zatoki Jeziora Bytyńskiego podbiegającej ku Gorszewicom archeolodzy odkryli osadę o niepewnej chronologii datowaną szacunkowo na VIII-IX wiek.
Miejscowość była początkowo własnością szlachecką w dobrach Kazimierz należącą do wielkopolskiej szlachty z rodu Szamotulskich, a później także Jaskóleckich. W 1473 leżała w powiecie poznańskim województwa poznańskiego w Koronie Królestwa Polskiego. W 1508 i 1510 wieś należała do parafii Kazimierz.
Z 1394 pochodzi pierwszy zapis historyczny wymieniający Gorszewice. O dziedzinę tą toczyli spór polscy szlachcice Dobiesław z Trzcielina, Jasiek z Konarzewa koło Stęszewa oraz Jan Sram z Otusza. W 1402 Wincenty Trzcieliński prowadził spór sądowy wraz z bratankiem Mikołajem dowodząc, że nie wziął jego części z sumy, która była zapisana na Gorszewicach, tj. 16,5 grzywny.
W latach 1397-1400 wieś należała do pana wojewody poznańskiego Sędziwoja Świdwy z Szamotuł. W latach 1397-1424 sołtysem wsi był polski szlachcic Cherubin znany z zapisów sądowych. W 1397 Mikosz Szczebiot z Sokolnik Wielkich koło Kaźmierza miał zapłacić jemu oraz jego bratu Jakubowi 21 grzywien, a jeśli tego nie uczyni, to ma ich wprowadzić w posiadanie dziedziny Sokolniki Wielkie. W 1399 Cherubin poręczył Stanisławowi Rudzkiemu z Rudek koło Ostroroga za 3 kmieci z Gorszewic, że przez 3 lata nie będą go niepokoić. W latach 1418-1420 odnotowana została Juta żona Cherubina, która toczyła proces o połowę dziedziny Ludomie. W 1421 toczyła również proces z Piotrem z Pakosławia koło. Lwówka o 12 grzywien, które pobrała Przechna z Boguniewa. W 1424 Cherubin toczył kolejny spór z Przecławem z Lutomia.
Z przełomu XIV-XV wieku zachowały się również zapisy sądowe dotyczące zwykłych mieszkańców wsi. W 1397 odnotowany został Maciej kmieć z Gorszewic, który toczył spór o 7 grzywien z komandorem zakonu joannitów ze Świętego Jana pod Poznaniem. Zakon dowodził, że to, co wziął kmieciowi, to zabrał zgodnie z prawem, jednak kmieć wygrał w tym procesie 14 grzywien, a komandor zapłacił również karę za niestawiennictwo w sądzie. W latach 1399-1400 Maciej kmieć gorszewicki toczył również spór z Mroczkiem z Konina pod Lwówkiem o kobyłę wartości 3 grzywien, ukradzioną mu i znalezioną we wsi Mroczka, która została zajęta wraz z woźnym sądowym. W  1401 kasztelan starodrodzki Mikołaj z Bytynia toczył spór sądowy z Andrzejem kmieciem gorszewickim dowodząc, „iż Jakub z Bytynia syn Mikołaja nie przemęczył Jędrzeja ku daniu trzech grzywien, a trzech wołow, ale go swą wolą przeprosił”. W 1403 odnotowani zostali Jarosław i Grzegorz z Gorszewic identyfikowanych przez historyków jako kmiecie ponieważ wystąpili w sądzie jako świadkowie kmiotki w jej procesie z podstolim poznańskim Mikoszem Szczebiotem z Pożarowa i Sokolnik Wielkich. W 1414 Jakub Bytyński toczył proces z Janem kmieciem gorszewickiem, który dowodził, "że nie uciekł w nocy od pana Jakuba Bytyńskiego z Sokolnik pod Kaźmierzem, nie uprawiwszy niczego". W 1417 Jakusz kmieć gorszewicki toczył spór z Pietraszem Chełmskim z Chełmna koło Pniew dowodząc, że on i jego towarzysze nie rąbali drzewa dla siebie, ale rąbiąc poprawiali drogę, a jako świadków powołuje m.in. Janusza oraz Jana dwóch kmieci z Gorszewic. W 1425 odnotowany został Andrzej sołtys z Gorszewic. W 1427 Dziersław ze Strzeszynka miał z wyroku sądu zapłacić wojewodzie poznańskiemu Sędziwojowi z Ostroroga 5 grzywien pospolitych bez jednego wiardunku za szlachcica Mikołaja swego zięcia niegdyś sołtysa gorszewickiego.
Ze źródeł kościelnych pochodzą zapisy o płatnościach dziesięcin ze wsi. W 1423 wg kopii z lat 1488-1492 dla prebendy zwanej „Gorzyszewice” w katedrze poznańskiej odnotowano 13 wiardunków dziesięcinnych, a w 1510 dla prebendy „Gorzyszewice” w tej katedrze odnotowano wiardunki dziesiętne z łanów kmiecych w Gorszewicach oraz meszne dla plebana.
W 1445 kasztelan poznański Dobrogost z Szamotuł sprzedał swym wnukom Janowi i Janowi zwanymi Świdwa oraz ich siostrom przyrodnim Elżbiecie i Beacie, miasto Kaźmierz wraz z wsiami, a w tym m.in. Gorszewice, jako ich dobra macierzyste, za kwotę 2000 grzywien z zastrzeżeniem prawa wykupu. W 1450 Dobrogost sprzedał im Kaźmierz z wsiami za 400 grzywien z zastrzeżeniem prawa wykupu. W akcie tym jako przynależność Kaźmierza wymieniono m.in. Witkowice, ale nie podano Gorszewic, jednak Witkowice poza tym przekazem nigdy nie występowały jako przynależność Kaźmierza i nie występowały jako własność Szamotulskich. Historycy uznają więc, że w cytowanym akcie pisarz sądowy omyłkowo wpisał Witkowice zamiast Gorszewic.
W latach 1473-1497 właścicielem wsi był kasztelan biechowski Jan Świdwa Szamotulski. W 1473 zapisał on żonie Elżbiecie po 500 kóp posagu oraz wiana na mieście Kaźmierz wraz z przynależnymi wsiami, a w tym m.in. na Gorszewicach wraz z dworem oraz folwarkiem. W 1497 zapisał wikariuszom katedry poznańskiej 3,5 grzywny oraz 6 groszy czynszu rocznego od sumy głównej 43,5 grzywny szer. półgroszy na dobrach Kaźmierz i Gorszewice.
W 1510 wieś należała do Świdwy Szamotulskiego. W latach 1512-1526 nastąpiło uwolnienie od obciążeń na rzecz wikariuszy katedry poznańskiej. W 1512 od sumy głównej 200 grzywien szer. groszy oraz czynszu rocznego 16 grz. na mieście Kaźmierz wraz z wsiami, a w tym z Gorszewicami. W 1517 od sumy głównej 42 grzywien na dobrach Kaźmierz i Gorszewice, w 1526 od sumy głównej 250 grzywien i czynszu rocznego 20 grzywien na połowie miasta Szamotuły wraz z wsiami, w tym z Gorszewicami, jaka ciążyła na nich od 1486 i w 1502.
Wieś szlachecka Gorzewice (Gorzyszewycze) położona była w 1580 roku w powiecie poznańskim województwa poznańskiego w Rzeczypospolitej Obojga Narodów. Wskutek II rozbioru Polski w 1793, miejscowość przeszła pod władanie Prus i jak cała Wielkopolska znalazła się w zaborze pruskim.
W latach 1975–1998 miejscowość administracyjnie należała do województwa poznańskiego.